# Prevlaka-félsziget
A Prevlaka-félsziget keskeny földnyelv Horvátország déli csücskében, az Adriai-tengeren, a Kotori-öböl bejáratánál. Státusza vitatott, Jugoszlávia felbomlása után Szerbia és Montenegró is magáénak tekintette. Súlyos harcok után 2002-ig ENSZ-kormányzás alatt állt, ekkor Horvátországnak ítélték. Montenegró ma is magának követeli. 
Legdélibb pontja az Oštro-fok (olaszul Punta d'Ostro, am. „déli földnyelv”). 

## Punta d'Ostro erőd
Az  Oštro-fokon áll a romos Punta d'Ostro erőd, melyet 1856-ban kezdtek építeni a Habsburg Birodalom hadserege számára. A stratégiailag fontos helyen lévő erődítményből kiválóan ellenőrizhető a Kotori-öböl hajóforgalma. Ezért volt sokáig vitatott a félsziget tulajdonviszonya a délszláv háborút követően. 
Az erőd megépítése óta gyakorlatilag változatlan formában áll. Pusztuló állapotában is fenséges, a míves katonai építészet remeke.  Építésekor arra is volt figyelem, energia, hogy mészkő vakolatdíszekkel ékesítsék a falakat (mindezt egy olyan erőd esetében, ami a mázsás gránátokat tüzelő hajóágyúknak kellett, hogy ellenálljon!). 
Az első világháborúban jelentéktelen károk keletkeztek benne, de a második már jobban megtépázta. 1943-ban német légitámadás érte az erődöt, az ezáltal okozott sebek láthatók ma is. 
Az erődtől délre az öböl bejáratánál fekszik Mamula kicsiny szigete, amin szintén egy erőd áll.

## Külső hivatkozások
- Punta d'Ostro és az otrantói csata – Ifjmonarchista.blog.hu, 2009. augusztus 17.